# Belęcin (gromada)
Belęcin – dawna gromada, czyli najmniejsza jednostka podziału terytorialnego Polskiej Rzeczypospolitej Ludowej w latach 1954–1972.
Gromady, z gromadzkimi radami narodowymi (GRN) jako organami władzy najniższego stopnia na wsi, funkcjonowały od reformy reorganizującej administrację wiejską przeprowadzonej jesienią 1954 do momentu ich zniesienia z dniem 1 stycznia 1973, tym samym wypierając organizację gminną w latach 1954–1972.
Gromadę Belęcin z siedzibą GRN w Belęcinie utworzono – jako jedną z 8759 gromad na obszarze Polski – w powiecie wolsztyńskim w woj. poznańskim, na mocy uchwały nr 41/54 WRN w Poznaniu z dnia 5 października 1954. W skład jednostki weszły obszary dotychczasowych gromad Belęcin, Godziszewo, Karna, Mariankowo i Zakrzewo ze zniesionej gminy Siedlec oraz niektóre parcele z karty 2 obrębu Szarki (37,78,30 ha) z dotychczasowej gromady Szarki ze zniesionej gminy Jabłonna – w tymże powiecie. Dla gromady ustalono 14 członków gromadzkiej rady narodowej.
Gromadę zniesiono 1 stycznia 1962, a jej obszar włączono do gromad: Siedlec (miejscowość Karna), Chobienice (miejscowości Godziszewo, Morgi i Zakrzewo) i Tuchorza (miejscowości Belęcin i Mariankowo) w tymże powiecie.